# わかしお (潜水艦・初代)
わかしお（ローマ字：JDS Wakashio, SS-522）は、海上自衛隊の潜水艦。はやしお型潜水艦の2番艦。艦名は長潮の翌日の意である若潮に由来する。なお、艦艇名としては旧海軍通して初の命名である。（ただし、建造はされなかった改⑤計画における改夕雲型駆逐艦の計画艦の予定艦名に若潮（わかしお）がある。）

## 艦歴
「わかしお」は、第1次防衛力整備計画に基づく昭和34年度計画潜水艦8702号艦として、川崎重工業神戸工場で1960年6月7日に起工され、1961年8月28日に進水、1962年8月17日に就役し、呉地方隊第1潜水隊に編入された。
1963年3月31日、第1潜水隊が自衛艦隊隷下に編成替え。
1964年6月2日から8月19日までの間、「はやしお」とともにハワイ派遣訓練に参加。
1965年2月1日、第1潜水隊が自衛艦隊隷下に新編された第1潜水隊群隷下に編成替え。
1979年3月23日、除籍。